# Eliza Taylor
Pour les articles homonymes, voir Taylor et Cotter.
Eliza Taylor est une actrice australienne, née le 24 octobre 1989 à Melbourne (Victoria).
Elle est connue pour son rôle de Janae Timmins dans la série télévisée Les Voisins et pour celui de Clarke Griffin dans la série Les 100.

## Biographie

### Enfance et formation
Eliza Jane Taylor-Cotter naît à Melbourne (Victoria) et a deux sœurs et un frère. Sa mère est auteure et graphiste et son beau-père est comédien. Son père biologique est propriétaire de cafés autour de Melbourne. Quand elle est petite, Taylor veut devenir une biologiste marine. Elle  fait des études à l'école Calder.

### Carrière
Après avoir joué le rôle de Sarah dans Mission Pirates, elle interprète celui de Rosie Cartwright dans Pyjama party en 2003. Elle interprète également le rôle de Janae Timmins dans Les Voisins de 2003 à 2008.  
En mars 2013, elle rejoint la série télévisée drame post-apocalyptique à succès Les 100, dans le rôle principal de Clarke Griffin. La série est diffusée depuis le 19 mars 2014 sur le réseau The CW. Pour ce rôle, elle est nommée plusieurs fois dans la catégorie « Meilleure actrice dans une série de science-fiction/fantastique » lors de la cérémonie des Teen Choice Awards. 

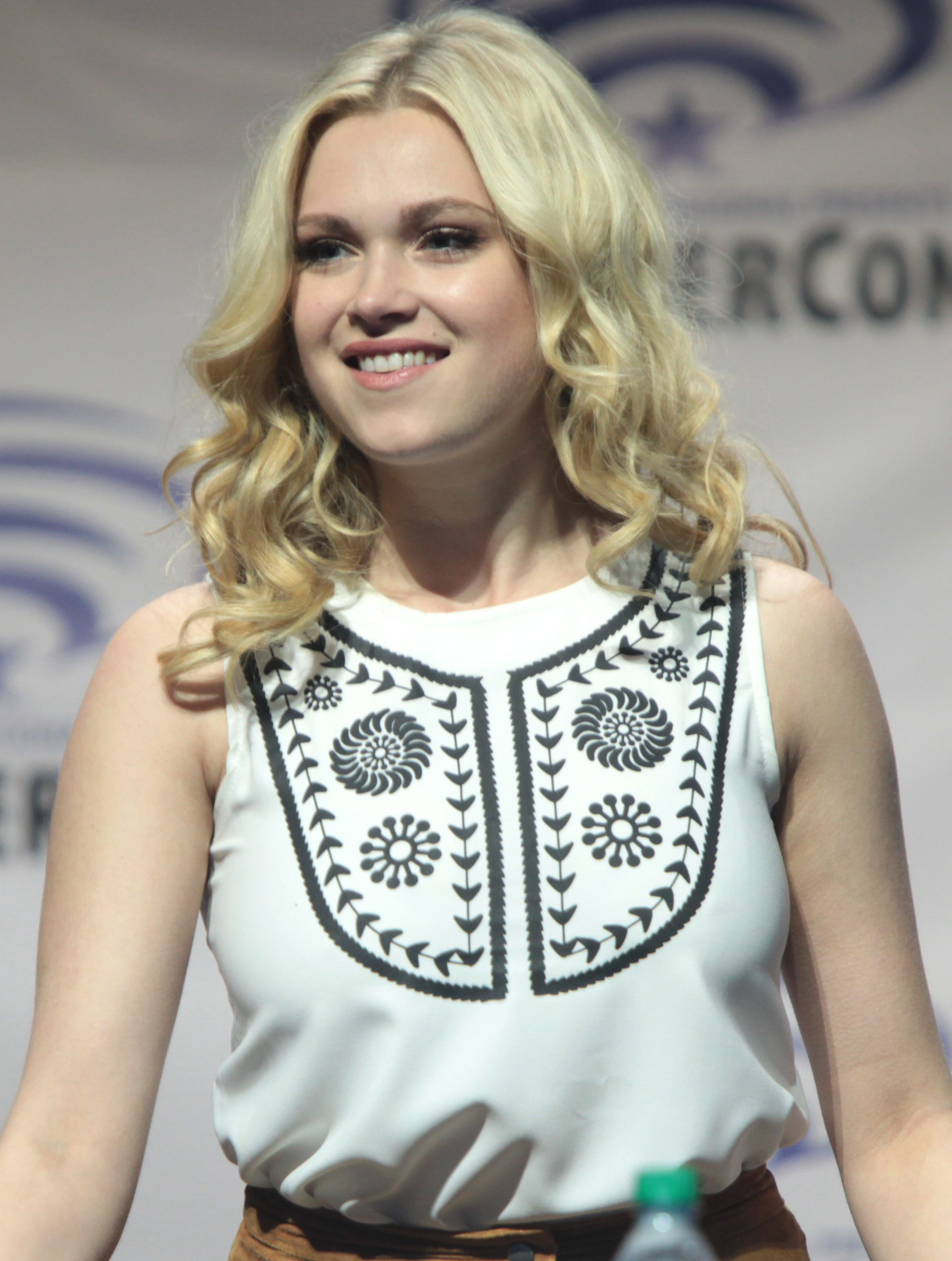
Eliza Taylor-Cotter à la WonderCon en 2013.

En juin 2013, elle rejoint la distribution du film d'espionnage, The November Man de Roger Donaldson. Elle interprète le rôle de Sarah, jouant aux côtés de Pierce Brosnan et Luke Bracey.
En avril 2016, elle rejoint la distribution du thriller Thumper (film) (en) de Jordan Ross, elle interprète le rôle de Kat Carter. 
En décembre 2017, elle interprète le rôle d'Ellen Langford dans la comédie romantique Noël à Snow Falls (en) au côté de Jake Lacy, un film original Netflix.

### Vie privée
En avril 2018, elle a été en couple avec son partenaire de la série Les 100, William Miller qui tient le rôle de Paxton McCreary dans la saison 5. Ils se séparent en décembre 2018.  
Le 8 juin 2019, Eliza annonce de manière totalement inattendue sur Twitter son mariage, qui a eu lieu le 5 mai 2019, avec sa co-star Bob Morley. Lors de la convention UnityDays 2020 en janvier 2020, Eliza Taylor révèle au public présent avoir fait une fausse couche pendant sa grossesse, tenue secrète,.
Le 7 février 2022, Eliza annonce via son compte Instagram être enceinte de leur premier enfant.
De 2014 à 2020, les deux acteurs sont les personnages principaux dans la série de science-fiction post-apocalyptique de la CW, Les 100, avec Eliza Taylor dans le rôle de Clarke Griffin et Bob Morley dans le rôle de Bellamy Blake.
En mars 2022, elle accouche de son premier enfant (un garçon prénommé Henry) avec Bob.

## Filmographie

### Cinéma

#### Longs métrages
- 2012 : 6 Plots de Leigh Sheehan : Amy Challis
- 2013 : Patrick de  Mark Hartley : une infirmière
- 2014 : The November Man de Roger Donaldson : Sarah
- 2017 : Thumper (en) de Jordan Ross : Kat Carter
- 2017 : Noël à Snow Falls (en) d'Ernie Barbarash : Ellen Langford
- 2023: I'll be Watching d'Erik Bernard : Julie
- 2023: It Only takes a Night de Callan Durlik : Ruby

#### Courts métrages
- 2010 : The Laundromat de Timothy Melville : Amy
- 2012 : Planes de Roderick Nathan Diaz : Maria
- 2013 : Natural de Charmaine Kuhn : une femme

### Télévision

#### Séries télévisées
- 2003 : Mission pirates : Sarah Redding (26 épisodes)
- 2003 : Pyjama party : Rosie Cartwright (26 épisodes)
- 2003-2008 : Les Voisins : Janae Timmins / Janae Hoyland / Jacinta Matin (169 épisodes)
- 2004 : Blue Heelers (en) : Tatum O'hara (épisode 7, saison 11)
- 2006 : Blue Water High : Surf Academy (Blue Water High) : Heidi Lee (épisode 9, saison 2)
- 2008 : Rush : Madison (1 épisode)
- 2009 : All Saints (en) : Carly Spalding (épisode 35, saison 12)
- 2009 : Packed to the Rafters : Kerry (1 épisode)
- 2010 : City Homicide : L'Enfer du crime (City Homicide) : Melissa Standish (épisode 6, saison 4)
- 2012 : Howzat! Kerry Packer's War (en) (mini-série) : Rhonda (1 épisode)
- 2013 : Nikita : une reportrice (épisode 1, saison 4)
- 2013 : Mr & Mrs Murder (en) : Sarah (épisode 10, saison 1)
- 2014 - 2020 : Les 100 : Clarke Griffin / Josephine Lightbourne (rôle principal - 96 épisodes)
- 2023 - 2024 : Code Quantum : Hannah Carson (rôle principal depuis la saison 2)

## Distinctions
| Année | Prix                                 | Catégorie                                                       | Nomination | Résultat   |
| ----- | ------------------------------------ | --------------------------------------------------------------- | ---------- | ---------- |
| 2018  | 20e cérémonie des Teen Choice Awards | Meilleure actrice dans une série de Science-fiction/Fantastique | The 100    | Nomination |
| 2017  | 19e cérémonie des Teen Choice Awards | Meilleure alchimie dans une série avec Bob Morley               | The 100    | Nomination |
| 2017  | 19e cérémonie des Teen Choice Awards | Meilleure actrice dans une série de Science-fiction/Fantastique | The 100    | Nomination |
| 2016  | 18e cérémonie des Teen Choice Awards | Meilleure alchimie dans une série avec Bob Morley               | The 100    | Nomination |
| 2016  | 18e cérémonie des Teen Choice Awards | Meilleure actrice dans une série de Science-fiction/Fantastique | The 100    | Nomination |
| 2015  | 17e cérémonie des Teen Choice Awards | Meilleure actrice dans une série de Science-fiction/Fantastique | The 100    | Nomination |